# Echeneis naucrates

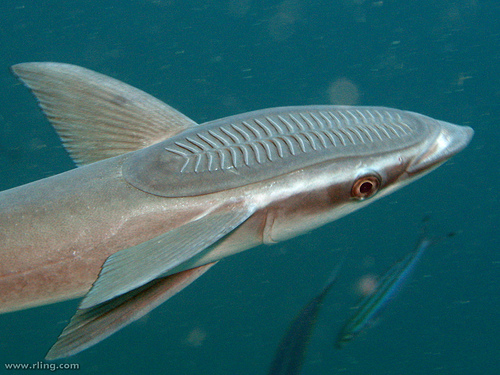

Echeneis naucrates é uma espécie de rêmoras do gênero Echeneis. A espécie é encontrada geralmente em todos os mares tropicais ao redor do mundo, principalmente em águas quentes; ficando próximo a recifes de corais. Possuem na cabeça um disco em forma de ventosa que lhes permite fixarem-se firmemente a um hospedeiro, como raias, tubarões, tartarugas marinhas, golfinhos, baleias e também navios. Alimenta-se das presas do hospedeiro e seus parasitas.  O poder de sucção pode ser interrompido quase instantaneamente, quando a rémora se vai alimentar dos restos que o hospedeiro deixa cair.